# Thyrgis marginata
Thyrgis marginata là một loài bướm đêm thuộc phân họ Arctiinae, họ Erebidae.